# حسام أباد (دربندرود)
حسام أباد (بالفارسية: حسام‌آباد) هي قرية تقع في إيران في قسم دربندرود الريفي. يقدر عدد سكانها بـ 2,045 نسمة .